# Parvovirus B19
Parvovirus B19 je DNK virus iz porodice parvoviridae, rod erythrovirus, najpoznatiji kao uzročnik bolesti kod djece eritema infekciozum. 
Parvovirus B19 je prvi poznati virus iz roda erythovirus, a slučajno ga je otkrila australska virologinja Yvonne Cossart.